# St. Michael (Zweikirchen)

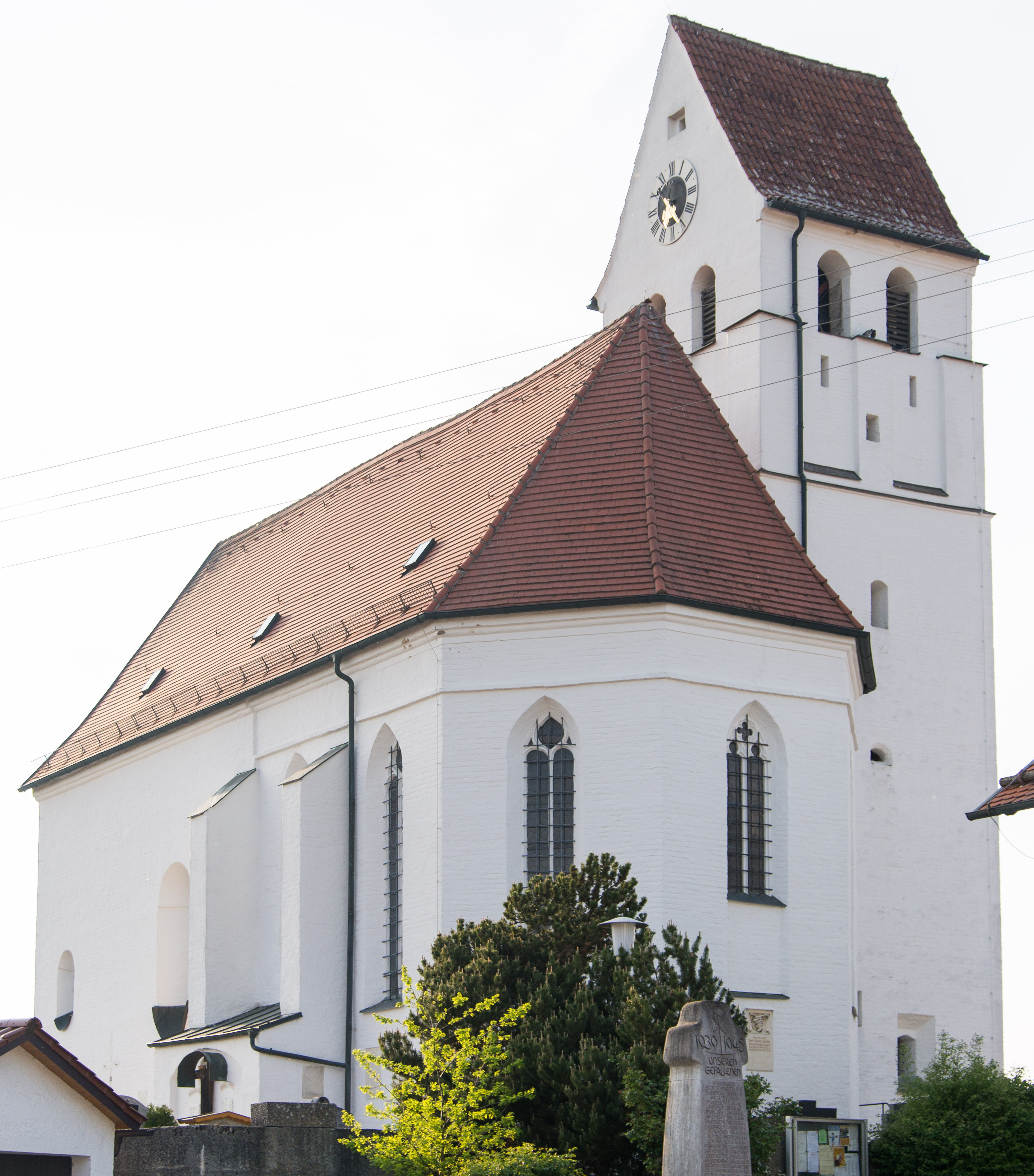
Außenansicht der Pfarrkirche St. Michael von Südosten

Die römisch-katholische Pfarrkirche St. Michael in Zweikirchen, einem Ortsteil der Gemeinde Tiefenbach im niederbayerischen Landkreis Landshut, ist eine denkmalgeschützte Saalkirche mit Chorflankenturm. Gemeinsam mit den Nachbargemeinden St. Georg in Ast, St. Peter und Paul in Buch am Erlbach und St. Johann Baptist in Eching bildet die Pfarrei St. Michael den Pfarrverband Steinzell, der dem Dekanat Geisenhausen des Erzbistums München und Freising angehört.

## Geschichte
Während Chor und Turm in der zweiten Hälfte des 15. Jahrhunderts im spätgotischen Stil erbaut wurden, ergänzte man in der Barockzeit das Langhaus. Diesem dienten die Grundmauern eines romanischen Baus als Fundamente. Zur gleichen Zeit wurde auch die Kirchenausstattung barockisiert. Im Jahr 1696 wurde Zweikirchen zur Pfarrei erhoben. In den Jahren 1865 bis 1868 erfolgte eine Regotisierung im Sinne des Historismus.

## Beschreibung

### Außenbau
Der geostete Bau umfasst einen spätgotischen, zweijochigen Chor mit Dreiachtelschluss und ein im Verhältnis dazu kleines barockes Langhaus, die unter einem gemeinsamen Satteldach vereinigt sind. Der Chor wird von einem Dachfries, einem Sockel und zwei bei der Regotisierung ergänzten Strebepfeilern auf der Südseite gegliedert; die neugotischen Spitzbogenfenster sind als zweibahnige Maßwerkfenster ausgeführt. Das Langhaus weist bis auf die oben und unten ausgerundeten Fensteröffnungen kaum Gliederungselemente auf. Auf der Westseite ist eine schlichte, barocke Vorhalle angebaut, die das einzige Portal enthält.
An die nördliche Chorflanke ist ein wuchtiger Turm angebaut, der gleichzeitig mit dem Chor entstanden sein dürfte. In dessen Erdgeschoss ist die Sakristei untergebracht, die nach Norden und Osten hin je ein mit einem Giebelbogen abschließendes Fenster mit rechteckiger, schräger Leibung besitzt. Östlich der Sakristei befindet sich in der Mauerstärke der Aufstieg zum Turm. Der ungegliederte Unterbau über quadratischem Grundriss weist etwa die Höhe von vier Geschossen auf. Obenauf befindet sich ein ebenfalls quadratischer Aufsatz, der den Glockenstuhl enthält sowie von rundbogigen Schallöffnungen und totlaufenden Eck- und Mittellisenen gegliedert wird. Den oberen Abschluss bildet ein Satteldach; die beiden Dreiecksgiebel nach Norden und Süden tragen jeweils eine Turmuhr.

### Innenraum und Ausstattung
Der Chor wird von einem spätgotischen Netzrippengewölbe überspannt, dessen birnstabförmige Rippen aus gefasten Wandpfeilern mit vorgelegten, halbrunden Diensten entspringen. Die Schildbögen sind spitz, die runde Schlusssteine sind in zwei unterschiedlichen Größen ausgeführt. Den Übergang zum Schiff vermittelt ein spitzer, beidseits gefaster Chorbogen. Das Langhaus wird von einer barocken Stichkappentonne überwölbt. An den Seitenwänden befinden sich neuromanische Rundbogenfriese als Abschluss von Mauerausschnitten, die im Zuge der Renovierung von 1865–68 zur Platzgewinnung erstellt wurden. In der Sakristei im Turmerdgeschoss befindet sich ein einfaches, sternförmig figuriertes Rippengewölbe aus der Erbauungszeit der Turmes, das auf profilierten Eckkonsolen ruht und einen runden Schlussstein aufweist.
Die Ausstattung ist überwiegend neugotisch mit einzelnen spätgotischen oder barocken Bildwerken. So sind beispielsweise eine qualitätvolle spätgotische Plastik der Anna selbdritt aus der Zeit um 1460 und eine ebenfalls spätgotische, dreiviertel lebensgroße Figur des heiligen Leonhard aus der Zeit um 1480 erhalten. Bei ersterer trägt die heilige Anna auf ihrer Linken die jugendliche Maria, auf der Rechten das Jesuskind. Die Figurengruppe weist eine Höhe von rund einem Meter auf.

### Orgel
Die Orgel wurde im Jahr 1981 von Friedrich Glockner aus Mühldorf erbaut. Sie umfasst sechs Register auf einem Manual und Pedal.
Diese ersetzte ein schadhaft gewordenes, pneumatisches Kegelladeninstrument, das in den 1930er Jahren von Karl Huber aus Deggendorf erstellt worden war. Dieses umfasste ebenfalls sechs Register auf einem Manual und Pedal. Die Disposition lautete wie folgt:
| I Manual C–f3   |    |
| Geigenprincipal | 8′ |
| Salicional      | 8′ |
| Gedackt         | 8′ |
| Aeoline         | 8′ |
| Vox coelestis   | 8′ |

| Pedal C–d1 |     |
| Subbaß     | 16′ |

- Koppeln: I/P, Superoktavkoppel
- Spielhilfe: Tutti